# Лужники (стадіон)
55°42′57″ пн. ш. 37°33′13″ сх. д. / 55.71583° пн. ш. 37.55361° сх. д.
Стадіон «Лужники» — центральна частина Олімпійського комплексу «Лужники», розташованого неподалік від Воробйових гір в Москві. Включає Велику спортивну арену разом з Північним і Південним спортивними ядрами. Найближчі станції метро — «Воробйови гори» і «Спортивна». Домашня арена московського клубу ЦСКА. Тут також грає збірна Росії з футболу.

## Історія
23 грудня 1955 Рада міністрів СРСР ухвалила рішення про спорудження стадіону в Лужниках.
Спочатку стадіон разом з усім спорткомплексом носив ім'я В. І. Леніна. Його урочисте відкриття відбулося 31 липня 1956 року. Було встановлено пам'ятник Леніну при вході на стадіон, де він і зараз перебуває.
З 1973 року на футбольних матчах, що проводилися на стадіоні, працював диктором учень Юрія Левітана Валентин Валентинов.
У 1980 році стадіон став головною олімпійською ареною проведення літніх Олімпійських ігор в Москві.
У 1982 році під час футбольного матчу між «Спартаком» і голландським «Гарлемом» сталася трагедія в «Лужниках»: в тисняві загинуло 66 осіб.
У 1992-му стадіон отримує нову назву — Олімпійський спорткомплекс «Лужники».
Американський поп-співак Майкл Джексон під час його Dangerous World Tour дав тут концерт 15 вересня 1993. Це був його перший концерт у Росії.
У 1996—1997 роках стадіон був реконструйований було споруджено дах, це призвело до зменшення кількості глядачів.
Стадіон приймав фінал Кубка УЄФА 1999 між італійською «Пармою» та французьким «Марселем».

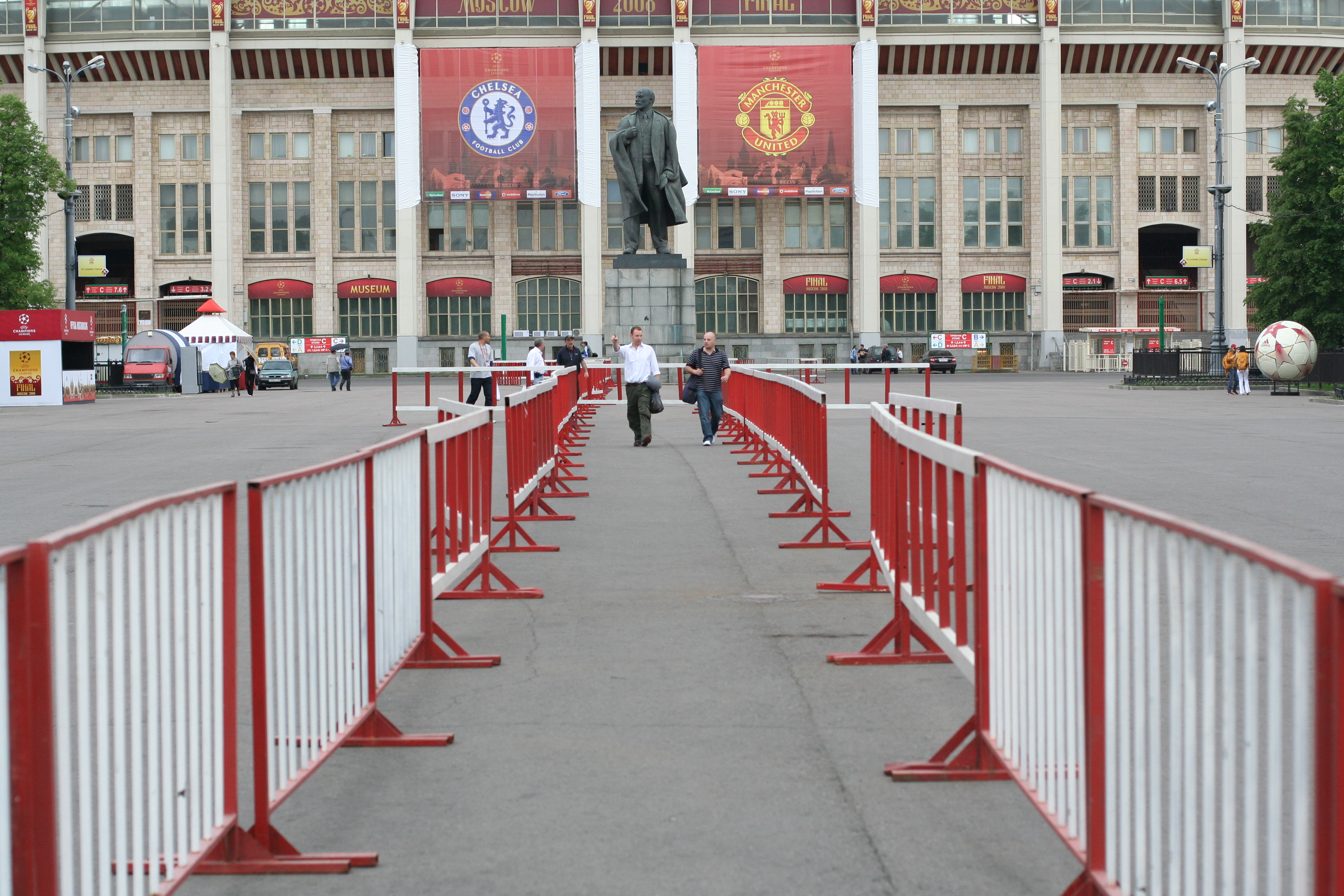
Пам'ятник Леніну

21 травня 2008 року тут відбувся фінал Ліги чемпіонів УЄФА 2008 між англійськими клубами «Манчестер Юнайтед» і «Челсі».
У серпні 2013 тут проходив чемпіонат світу з легкої атлетики.
З 2013 по 2017 відбулась чергова реконструкція стадіону.

## Матчі чемпіонату світу з футболу 2018
| Дата           | Час   | Збірна 1   | Рах.           | Збірна 2          | Раунд      | Глядачі |
| -------------- | ----- | ---------- | -------------- | ----------------- | ---------- | ------- |
| 14 червня 2018 | 18:00 | Росія      | 5–0            | Саудівська Аравія | Група A    | 78 011  |
| 17 червня 2018 | 18:00 | Німеччина  | 0–1            | Мексика           | Група F    | 78,011  |
| 20 червня 2018 | 15:00 | Португалія | 1–0            | Марокко           | Група B    | 78,011  |
| 26 червня 2018 | 17:00 | Данія      | 0–0            | Франція           | Група C    | 78,011  |
| 1 липня 2018   | 17:00 | Іспанія    | 1–1 (3–4 пен.) | Росія             | 1/8 фіналу | 78,011  |
| 11 липня 2018  | 21:00 | Хорватія   | 2-1            | Англія            | Півфінал   |         |
| 15 липня 2018  | 18:00 | Франція    |                | Хорватія          | Фінал      |         |